# Bùi Thị Ngà

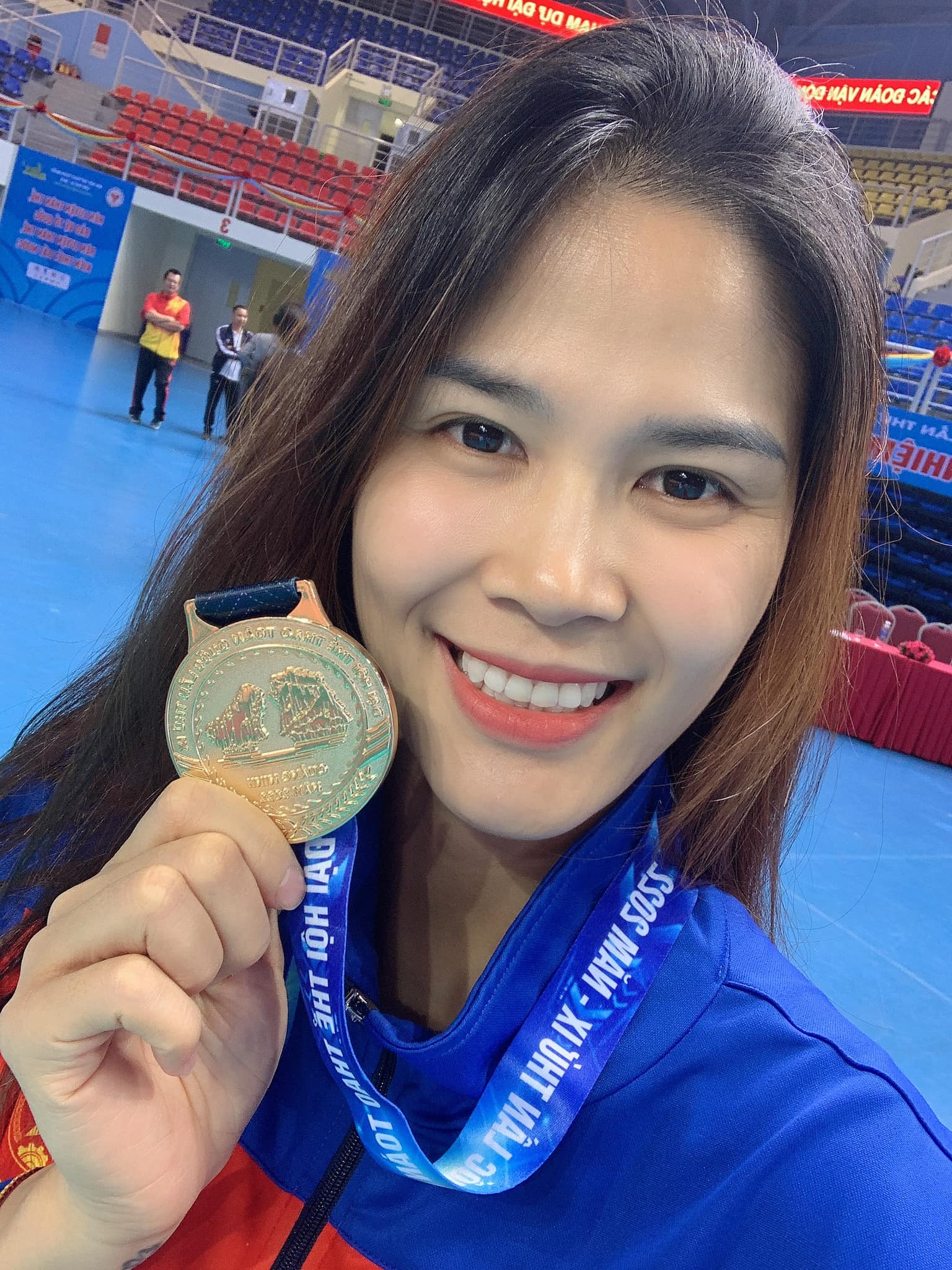
Bùi Ngà vô địch đại hội thể thao toàn quốc 2022

Bùi Thị Ngà là một vận động viên bóng chuyền, hiện là Đội trưởng của đội bóng chuyền CLB Thông tin LienVietPostBank. Bùi Thị Ngà chơi ở vị trí phụ công, là một trong những mũi tấn công chủ lực của bóng chuyền nữ Việt Nam. Bùi Thị Ngà là một trong những VĐV bóng chuyền nữ cao nhất Đông Nam Á và được coi là người thay thế xứng đáng cho tượng đài Phạm Thị Kim Huệ.  và Nguyễn Thị Ngọc Hoa khi hai VĐV nghỉ thi đấu. Phụ công Bùi Thị Ngà: Người kế nhiệm hoàn hảo của Tuyển VN  Hiện tại cô đang là Phụ Công số một Việt Nam 

## Tiểu sử
Tuyển thủ Bùi Thị Ngà sinh năm 1994 tại Khánh Cường, Yên Khánh, Ninh Bình. Quê hương của cô có hai đội bóng chuyền là nữ Ninh Bình Doveco và nam Tràng An Ninh Bình là một trong những thế lực mạnh nhất của bóng chuyền Việt Nam. Khi còn nhỏ, Bùi Thị Ngà học Tiểu học và THCS tại Khánh Cường.
Sinh ra trong một gia đình thuần nông ở vùng quê mà lâu nay chỉ có bóng chuyền nam là Ninh Bình, Ngà không biết gì đến thể thao hay trái bóng cho đến khi thầy giáo dạy tiếng Anh thấy cô học trò mới 14 tuổi đã cao tới 1,72 m nên ra sức vận động nên theo bóng chuyền. Lên Hà Nội dự tuyển vào "lò" Thông tin, dù chưa hề đụng đến quả bóng song Ngà trúng ngay, đơn giản vì quá có tố chất. Chỉ sau đúng 3 năm ăn tập, Ngà liên tục đột phá về chuyên môn, mà như ví von của các thầy thì "tập một năm bằng người khác luyện 2- 3 năm". Bật mí về chân dài bóng chuyền Bùi Thị Ngà.
Và khi bắt đầu hết cấp hai thì Bùi Thị Ngà lên Hà Nội vừa đi học văn hóa, vừa tập tại lớp năng khiếu bóng chuyền của Trung tâm TDTT Bộ tư lệnh thông tin. Thời gian sau này khi đội bóng Bộ tư lệnh thông tin được tài trợ bởi Ngân hàng Liên Việt và chính thức mang tên Thông tin Liên Việt, Bùi Thị Ngà thi đấu thành công trong màu áo câu lạc bộ Thông tin Liên Việt Post Bank. Năm 2011, Bùi Thị Ngà thi đấu trong Đội tuyển trẻ Quốc gia và đến năm 2012 Bùi Thị Ngà tiếp tục gây dấu ấn khi có tên trong Đội tuyển quốc gia. Sau một năm tập luyện Ngà đã được ban huấn luyện dành cho một suất thi đấu chính thức.
Theo đánh giá của ông Phạm Văn Long, huấn luyện viên trưởng đội tuyển bóng chuyền nữ Việt Nam: "Ngà là một tuyển thủ trẻ tuy mới vào đội tuyển quốc gia song đây là một tuyển thủ có ý thức phấn đấu tốt và có chuyên môn cao".
Kể từ năm 2012, "viên ngọc thô" tuổi 18 đã được các nhà quản lý huấn luyện ưu tiên tập trung về mọi mặt ở cả CLB lẫn đội tuyển quốc gia. Và không phụ lòng, mất đúng 2 năm, cô gái đất cố đô Hoa lư đã trở thành cây chắn số 1, phụ công số 1 của đội tuyển quốc gia Bật mí về chân dài bóng chuyền Bùi Thị Ngà

## Sự nghiệp
Bùi Thị Ngà sở hữu chiều cao 1m88 cùng tầm chắn trên lưới 2m98. Cô có khả năng phán đoán thông minh, sẵn sàng chắn một vẫn có thể đánh chặn các pha tấn công của đối thủ.
Cuối năm 2014, Theo thông tin từ trang Smmsport, để lấp đầy chỗ trống do Ngọc Hoa để lại thì phía Ayutthaya đã quyết định tìm một phụ công khác tại VN để thay thế và người được lựa chọn là Bùi Thị Ngà. Thái Lan đánh tiếng mời phụ công Bùi Ngà thi đấu ở Thai League:
"Chúng tôi đang gặp khó khăn ở vị trí phụ công. Khi chủ tịch LĐBC Thái Lan sang thăm Việt Nam chúng tôi đã nhờ ông ấy liên hệ với Bùi Thị Ngà và ngỏ lời mời cô ấy sang thi đấu tại vòng 2 diễn ra vào tháng 1 năm sau. Tuy nhiên phía Việt Nam không đồng ý và thật sự chúng tôi đang suy giảm lực lượng", ông Jaran Neamtabtim - HLV trưởng của Ayutthaya cho biết.
Năm 2018, sau khi bộ đôi Kim Huệ - Ngọc Hoa nói lời chia tay với Đội tuyển Quốc gia, giới chuyên môn và NHM đã tỏ ra vô cùng lo lắng vào nhóm phụ công trẻ sẽ thay thế đàn chị. Trở lại sau chấn thương, Bùi Thị Ngà chưa lấy lại được sự nhạy bén trên lưới, tuy nhiên khả năng tấn công của cô lại được cải thiện rất đáng kể. VTV Cup và ASIAD 2018, chính là thước đo chuẩn xác nhất, qua đó nhận định cô chính là người kế nhiệm hoàn hảo nhất của Tuyển VN.
Tại ASIAD 2018, 2 Vận động viên chủ lực Trần Thị Thanh Thúy và Bùi Thị Ngà chính là 2 vận động viên ghi nhiều điểm nhất cho đội tuyển Việt Nam sau 6 lượt trận.
Năm 2019, đội trưởng Nguyễn Linh Chi bị chấn thương nên Bùi Thị Ngà đã thay người chị thân thiết lĩnh tấm băng đội trưởng cao quý của CLB, lúc này không ai phù hợp hơn cô để làm đội trưởng CLB . Ngay lập tức, trái ngọt đã tới khi cô cùng đồng đội giành chiến thắng trước Ngân hàng Công thương trong trận đấu chung kết để lên ngôi tại giải bóng chuyền nữ VĐQG 2019.  Thông tin LienVietPostBank vô địch giải bóng chuyền nữ Quốc gia 2019
Năm 2020, trước một Hoá Chất Đức Giang mới nổi, cô và đồng đội vẫn bảo vệ thành công chức vô địch sau 4 set nghẹt thở với tỷ số 3-1. trong trận này Bùi Thị Ngà góp công vào 24 điểm, một số điểm rất lớn. Bóng chuyền VĐQG 2020: Thông tin Liên Việt PostBank bảo vệ thành công chức vô địch
năm 2021, lần thứ 3 liên tiếp BTL Thông Tin FLC (năm 2021 Thông Tin Liên Việt Post Bank đổi nhà tài trợ sang tập đoàn FLC)  lại bảo vệ thành công chức vô địch trước Hoá Chất Đức Giang cũng với tỷ số 3-1  Bộ tư lệnh thông tin FLC lần thứ 12 vô địch bóng chuyền nữ quốc gia
Bùi Thị Ngà đã gặp phải 2 lần chấn thương nặng, Phụ công Bùi Thị Ngà chấn thương là tổn thất lớn với HLV trưởng Phạm Văn Long (ĐKVĐ TTLVPB)...! năm 2016 bị đứt dây chằng chéo trước, rách sụn, được các bác sĩ dự đoán khả năng hồi phục và trở lại thi đấu đỉnh cao chỉ 30%, Nhờ được các bác sĩ hết lòng chữa trị, được các thủ trưởng và đồng đội trong CLB quan tâm động viên, hỗ trợ, Bùi Thị Ngà đã nhanh chóng bình phục. Cộng thêm vào đó là nỗ lực rèn luyện không ngừng nghỉ, vượt qua khó khăn, Bùi Thị Ngà nhanh chóng lấy lại được thể lực và phong độ tốt nhất để cùng CLB gặt hái nhiều thành tích, trong đó nổi bật là 5 chức vô địch quốc gia. Bùi Thị Ngà, tấm gương vượt khó , lần thứ 2 là vào năm 2021, thời điểm trước khi vòng 1 giải VĐQG diễn ra, Bùi Thị Ngà chấn thương, ai gánh trọng trách thay đàn chị tại BTL Thông tin - FLC? || Bóng chuyền Ngà bất ngờ gặp chấn thương dây chằng ở đầu gối trái và phải tiến hành phẫu thuật và nghỉ ngơi không thi đấu và kết quả do thiếu vắng trụ cột, BTL Thông Tin FLC đã trắng tay tại giải cúp Giải bóng chuyền cúp Hùng Vương khi thua trước VTV Bình Điền Long An và Ninh Bình Doveco. Sau khi phẫu thuật thành công, Bùi Thị Ngà đã quay trở lại sau nửa năm điều trị và lập tức giúp BTL Thông Tin FLC Vô địch quốc gia năm 2021, Bộ tư lệnh thông tin FLC lần thứ 12 vô địch bóng chuyền nữ quốc gia .
Sang năm 2022, Bùi Thị Ngà do ảnh hưởng bởi chấn thương nên chưa hồi phục hoàn toàn, cô không thể tham dự Seagame 31  tại Việt Nam và không thể giúp CLB BTL Thông Tin bảo vệ thành công chức vô địch, khi thua trước CLB Thái Bình Geleximco ở tứ kết, CLB Thái Bình Geleximco đã thuê ngoại binh hàng đầu thế giới là đối chuyền Polina Rahimova 1m98, BTL Thông Tin đã thua với tỷ số 2-3. Ngay sau đó Thái Bình Geleximco đã thắng CLB VTV Bình Điền Long An và Hoá Chất Đức Giang ở bán kết và chung kết với tỷ số 3-0 và giành ngôi vô địch kỳ diệu . Duy nhất có BTL Thông Tin mới khiến Thái Bình vất vả ở vòng loại trực tiếp. Nhiều khán giả nhận định nếu trong trận tứ kết này, Bùi Thị Ngà được tung vào sân sớm thì có lẽ kết quả đã là 3-0 cho BTL Thông Tin, và kết quả BTL Thông Tin về thứ 5 chung cuộc. Điều này cho thấy sức ảnh hưởng cực kỳ to lớn của Bùi Thị Ngà với CLB Bóng Chuyền BTL Thông Tin.
Ở giải Quân đội mở rộng tổ chức vào tháng 9/2022 tại TP Vinh, Nghệ An, Bùi Ngà cùng BTL Thông Tin đã vô địch sau trận chung kết cùng Ninh Bình Doveco, khả năng bám chắn tuyệt đỉnh của Bùi Ngà đã thể hiện rõ ràng ở giải này. 
Tiếp theo vào tháng 10 ở giải cup LienVietPostBank tổ chức tại TP Bắc Ninh, Bùi Ngà và đồng đội đã về vị trí thứ 3 sau khi thua Kinh Bắc Bắc Ninh tại trận bán kết kịch tính. 
Và tưởng như một năm 2022 sẽ kết thúc với thành tích không quá nổi bật cùng BLT Thông Tin thì Bùi Ngà đã là đầu tàu xuất sắc cùng tuyển nữ Quân đội (BTL Thông Tin) vô địch Đại hội thể thao toàn quốc 2022 khi vượt qua VTV Bình Điền Long An tại trận chung kết kịch tính với tỷ số 3-1, và chính Bùi Ngà là người kết thúc trận đấu với pha chắn bóng sở trường trước Trần Thị Thanh Thuý,   Đây cũng là phần thưởng xứng đáng cho một năm đầy khó khăn của BTL Thông Tin khi thiếu thốn về nhà tài trợ và các VĐV bị ảnh hưởng rất nhiều, Sau giải đấu, Bùi Ngà tạm lui về hậu phương cho CLB và gia đình.

## Thành tích

### Cá nhân
- Cầu thủ trẻ triển vọng giải Trẻ Toàn Quốc 2012.
- Cầu thủ chắn bóng hay nhất VTV Cup 2013.
- Cầu thủ chắn bóng hay nhất VTV Cup 2014.
- Cầu thủ chắn bóng hay nhất VTV Cup Bình Điền lần thứ XIII- 2014.
- Cầu thủ tấn công hay nhất VTV Cup Bình Điền lần thứ XIII- 2014.
- Cầu thủ toàn diện hay nhất Cup Hoa Lư 2014.
- Cầu thủ chắn bóng hay nhất VTV Cup 2018
- Cầu thủ chắn bóng hay nhất VTV Cup 2019

### Tập thể cấp CLB
Thông tin LienVietPostBank
Năm 2010:
- Giải nhì Cup Trẻ toàn quốc

Năm 2011:
- Vô địch Cup Trẻ quân đội mở rộng
- Vô địch Cup Trẻ toàn quốc
- Vô địch Cup mùa xuân LienVietBank
- Giải nhì Cup VĐQG
- Giải nhì Cup PV – Đạm Phú Mỹ

Năm 2012:
- Vô địch Cup Hoa Lư
- Giải nhì Cup Trẻ toàn quốc
- Giải nhì Cup Hùng Vương
- Vô địch Cup quân đội mở rộng
- Vô địch Cup PV – Đạm Phú Mỹ
- Vô địch Cup VĐQG
- Giải nhì Cup LienVietPostBank
- Vô địch Cup CLB Trẻ
- Giải ba Cup VTV Bình Điền

Năm 2013:
- Vô địch Cup VTV Bình Điền
- Vô địch Cup Hoa Lư
- Vô địch Cup Hùng Vương
- Vô địch Cup LienVietPostBank
- Hạng 5 Cup các CLB Châu Á
- Vô địch Cup quân đội mở rộng
- Vô địch Cup PV – Đạm Phú Mỹ
- Vô địch Cup CLB Trẻ
- Vô địch Cup VĐQG

Năm 2014:
- Vô địch Cup VTV Bình Điền
- Vô địch Cup Hoa Lư
- Vô địch Cup LienVietPostBank
- Vô địch Cup PV – Đạm Cà Mau
- Vô địch Cup quân đội mở rộng
- Vô địch Cup VĐQG
- Vô địch Cup quân đội mở rộng
- Hạng 6 Cup các CLB Châu Á
- Vô địch Đại hội TDTT toàn quốc

Năm 2015:
- Giải nhì Cup VTV Bình Điền
- Vô địch Cup PV – Đạm Cà Mau
- Giải nhì Cup Hùng Vương
- Hạng 7 Cup các CLB Châu Á
- Hạng 3 Đại hội TDTT quân sự thế giới
- Vô địch Cup VĐQG

Năm 2016:
- Giải nhì Cup VĐQG

Năm 2017:
- Hạng 3 Cup Hùng Vương
- Vô địch Cup LienVietPostBank
- Hạng 7 Cup VTV Bình Điền
- Vô địch Cup quân đội mở rộng
- Giải nhì Cup Đắk Lắk mở rộng
- Giải nhì Bông Lúa Vàng
- Giải ba Cup PV – Đạm Cà Mau
- Giải nhì Cup VĐQG

Năm 2018:
- Giải nhì Cup Hùng Vương
- Hạng 7 Cup VTV Bình Điền
- Vô địch Cup quân đội mở rộng
- Vô địch Cup PV – Đạm Cà Mau
- Giải nhì Đại hội TDTT toàn quốc
- Giải nhì Cup VĐQG

Năm 2019:
- Giải nhì Cup LienVietPostBank
- Giải ba Cup Hùng Vương
- Hạng 5 Cup VTV Bình Điền
- Vô địch Cup quân đội mở rộng
- Vô địch Cup VĐQG

Năm 2020:
- Vô địch Cup quân đội mở rộng
- Vô địch Cup VĐQG

Năm 2021: CLB đổi tên thành: BTL Thông Tin FLC (đổi nhà tài trợ)
- Hạng 4 Cup Hùng Vương
- Vô địch Cup VĐQG

Năm 2022: CLB đổi tên thành: BTL Thông Tin
- Giải nhì Cup Hoa Lư
- Hạng 5  Cup VĐQG
- Vô địch cup Quân Đội mở rộng
- Hạng 3 cup LienVietPostBank
- Vô địch Đại hội thể thao toàn quốc

### Đội tuyển bóng chuyền nữ Quốc gia Việt Nam
Năm 2012:
- Hạng 4 VTV Cup
- Hạng 4 Cup Châu Á

Năm 2013:
- Giải nhì Seagame 27
- Hạng nhì VTV Cup
- Hạng 6 Cup Vô Địch Châu Á

Năm 2014:
- Vô địch VTV Cup
- Hạng 8 Cup Châu Á

Năm 2015:
- Giải nhì Seagame 28
- Hạng 4 VTV Cup
- Hạng 5 Cup Vô Địch Châu Á

Năm 2017:
- Hạng 3 Seagame 29
- Hạng 3 VTV Cup
- Hạng 5 Cup Vô Địch Châu Á

Năm 2018:
- Vô địch VTV Cup
- Hạng 6 Đại hội thể thao Châu Á
- Hạng 5 Cup Châu Á

Năm 2019:
- Giải nhì Seagame 30
- Giải nhì VTV Cup

## Đời tư

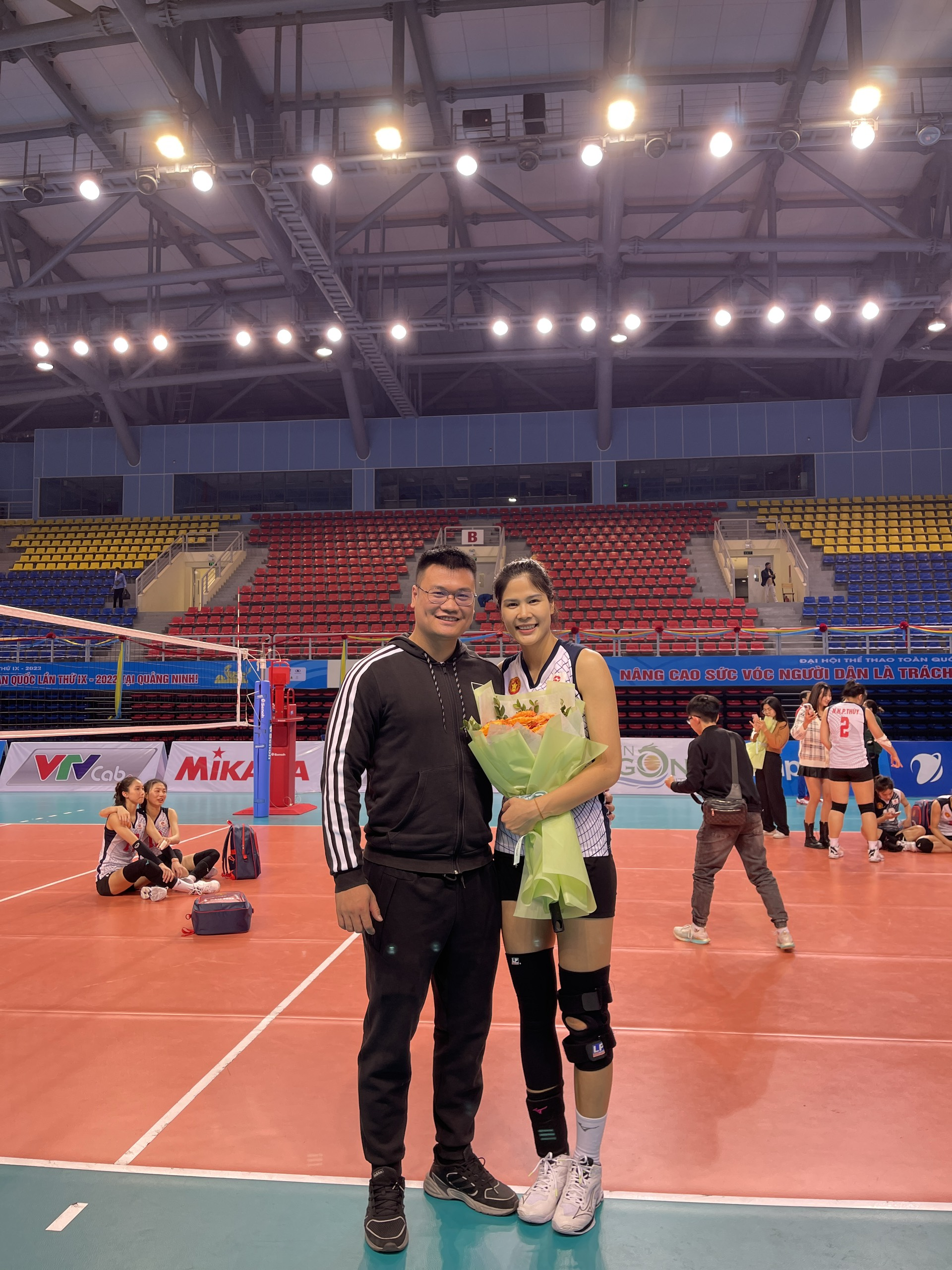
vợ chồng Xuân Hoàng - Bùi Ngà tại đại hội thể thao toàn quốc 2022

Bùi Thị Ngà có chồng là Vũ Xuân Hoàng, cả hai kết hôn năm 2022., chồng cô là Đại diện kinh doanh cho thương hiệu xe hơi cao cấp Lexus  tại Việt Nam . 